# Kudrjaschevia korshinskyi
Kudrjaschevia korshinskyi là một loài thực vật có hoa trong họ Hoa môi. Loài này được (Lipsky) Pojark. mô tả khoa học đầu tiên năm 1953.